# Bianca Knight
Bianca Knight (Ridgeland (Mississipi), Estats Units, 2 de gener de 1989) és una atleta estatunidenca, especialista en la prova de relleus 4x100 m, amb la qual va arribar a ser campiona mundial en 2011 i campiona olímpica a Londres 2012.
Ostenta el rècord mundial de 4x100 m de 40.82 segons, aconseguit el 10 d'agost de 2012, durant els Jocs de Londres 2012.

## Carrera esportiva
Al Mundial de Daegu 2011 va guanyar la medalla d'or en relleus 4x100 m, amb un temps de 41,56 segons rècord del món, per davant de les jamaicanes i ucraïneses, sent les seves companyes d'equip: Allyson Felix, Marshevet Myers i Carmelita Jeter.
A l'any següent, als Jocs de Londres 2012 va tornar a aconseguir l'or en els relleus 4x100 metres, i de nou quedant per davant de les jamaicanes (plata) i ucraïneses (bronze).